# 한국양성평등교육진흥원
한국양성평등교육진흥원(韓國兩性平等敎育振興院, Korea Institute for Gender Equality Promotion and Education)은 양성평등 교육과 진흥의 국가적 책무를 수행하기 위해 설립된 여성가족부 산하 기타공공기관이다. 서울특별시 은평구 진흥로 225(불광동)에 위치하고 있다.

## 설립 목적
- 양성평등 교육 및 성인지 교육을 효율적이고 체계적으로 추진하고 진흥시킴으로써 우리사회의 남녀차별적 의식과 관행을 개선하고, 성별에 관계없이 개인의 능력과 소질을 계발할 수 있는 건강한 사회 기반의 조성에 기여함을 목적으로 한다.

## 설립 근거
- 양성평등기본법 제46조

## 연혁
- 2003년 6월 20일 재단법인 한국양성평등교육진흥원 개원[1]
- 2006년 4월 7일 법정법인으로 전환[2]
- 2013년 1월 31일 기타공공기관 지정[3]

## 조직

### 한국양성평등교육진흥원

#### 경영전략본부
- 기획조정부
- 전략성과부
- 경영지원부(+지식정보화팀)

#### 교육혁신본부
- 공공교육부
- 전문강사양성부(+예방교육사업팀)
- 조직역량교육부

#### 융합사업본부
- 스마트교육부
- 시민교육부
- 문화협력부
- 여성사전시관

#### 전략연구센터
감사실

## 주요시설
- 본원(서울 은평구)
- 고양 캠퍼스(경기도 고양시)

## 같이 보기
- 여성가족부